# Rugstorp
Rugstorp är en ort i Bäckebo socken i Nybro kommun. Fram till 2010 klassades Rugstorp som en småort.

## Historia
Rugstorp var tidigare en station utmed järnvägen Mönsterås-Åseda Järnväg. Här fanns bland annat ett grustag från vilket järnvägen hämtade sitt behov av ballast.

## Samhället
I Rugstorp finns Heddastugan som är en ryggåsstuga som sköts av Bäckebo sockens hembygdsförening.

## Kända personer från Rugstorp
- Helge Rugland, skulptör